# Герб Перми
Герб Перми — официальный символ города Перми Пермского края Российской Федерации.
Высочайше пожалован 17 июля 1783 году (ПСЗ РИ, закон № 15786) вместе с другими гербами Пермского наместничества.
Восстановлен решением Пермской городской Думы от 9 июня 1998 года № 113 и внесён в Государственный геральдический регистр Российской Федерации под № 287.

## Геральдическое описание герба
В червленом (красном) поле серебряный идущий медведь, несущий на спине золотое Евангелие и сопровождаемый во главе щита серебряным уширенным крестом

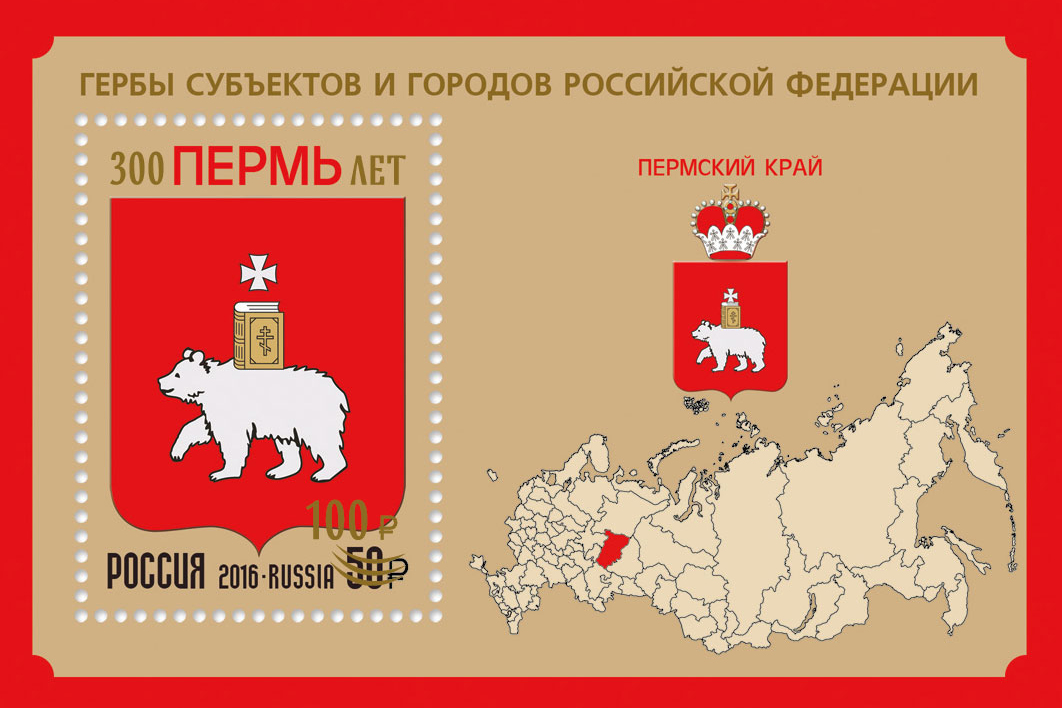
Почтовый блок - 300 лет г. Перми (надпечатка нового номинала «100 р.» и текста на блоке с маркой № 2141 «Гербы субъектов и городов Российской Федерации. Пермский край»)

Серебряный медведь — символ природных богатств, окружающих город бескрайних земель, заключающих в себе много «металлов, соляных промыслов, разноцветных мраморов и прочих камней» и «преисполненных лесами», в которых «находится немалое количество и разного рода диких зверей».
Евангелие (Золотая книга) — символ «христианского просвещения, воссиявшая здешним обитателям». Просвещение пришло в наш край именно с христианской православной культурой.
Серебряный восьмиконечный равносторонний крест с расширяющимися концами. Крест такой формы своими истоками восходит к солярному знаку — символу солнца — и означает защиту, покровительство, победоносность; в гербе он выступает как знак отличия, символ избранности, особого предназначения.
Червлёный (красный) цвет поля означает то, что герб принадлежит столичному городу (как в гербах Москвы и Санкт-Петербурга).

## История

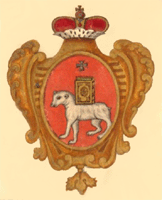
Земельный герб Перми из «Знамённого гербовника», 1730 год

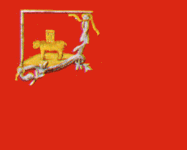
Знамя Пермского полка.

Земельный герб Перми появился еще до основания города Пермь. В 1711-1712 годах появился тип знамён с гербами провинций, где последние были расквартированы. Главное полковое знамя было белым с вензелем императрора (императрицы). А на ротных знамёнах в верхнем углу знамени у древка помещался герб провинции. 
Автор геральдической обработки пермского герба - геральдист Франциск Санти. Но сюжет герба, медведь под Евангелием и крестом, появился еще в "Титулярнике" царя Алексея Михайловича.

### Герб Перми 1783 года

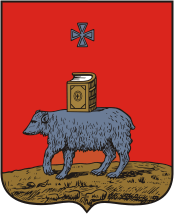
Герб Перми, утверждённый 17 июля 1783 года

Первый герб Перми был утверждён 17 июля 1783 года указом императрицы Екатерины II со следующим комментарием: «первое — дикость нравов обитавших жителей, а второе — просвещение через принятие христианского закона».

Гербы уездных городов Пермского наместничества 1783 года
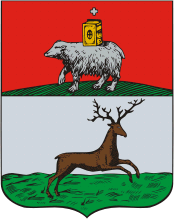
Чердынский
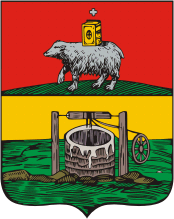
Соликамский
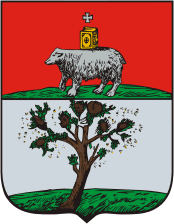
Осинский
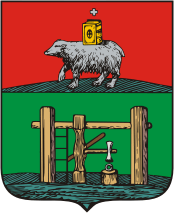
Алапаевский
Верхотурский
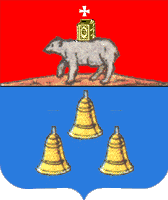
Далматовский
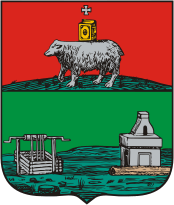
Екатеринбургский
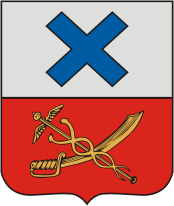
Ирбитский
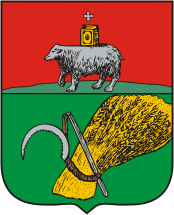
Камышловский
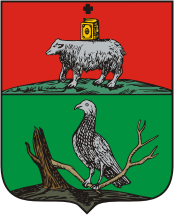
Красноуфимский
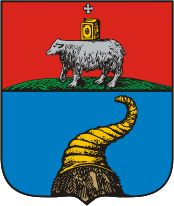
Кунгурский
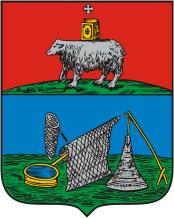
Оханский
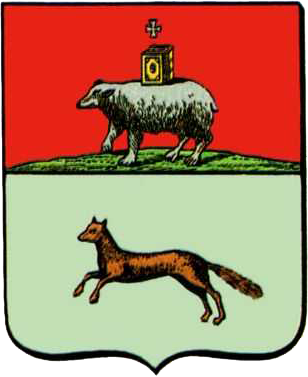
Шадринский
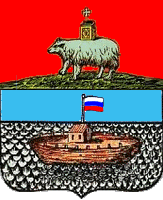
Обвинский

Проект герба Перми 1859 года

В 1859 году, был составлен проект нового герба города Перми (не утверждался), который имел следующий вид: «В червленом поле серебряный идущий медведь, на спине его золотое евангелие, на коем серебряный крест с 4 лучами. Щит увенчан золотой стенчатой короной и положен на кирки, соединённые  Александровской лентой».

### Герб Перми в советское время

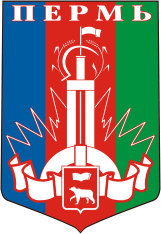
Герб Перми, утверждённый 25 сентября 1969 года

В 1967 году был объявлен конкурс на разработку герба города Перми, который был продолжен в 1968 году и 25 сентября 1969 года III сессией XII созыва Пермского городского Совета депутатов трудящихся был утверждён советский герб Перми.
«Главным и неизменным элементом советского герба является эмблема нерушимого союза пролетариата и крестьянства — серп и молот. В гербе Перми эту идею несет центральное изображение — памятник борцам за дело революции на Вышке в Мотовилихе. Это уникальный памятник, характерный только для Перми. Он сооружен в 1920 году рабочими Мотовилихи по проекту участника революции Василия Гомзикова и символизирует единство и солидарность людей труда (паровой молот, серп, колосья) и возвещает о торжестве революционных принципов (флаг, венчающий композицию). Основой герба является геральдический щит, разделенный по вертикали на 3 полосы — синюю, красную, зелёную. Сочетание красного и синего означает принадлежность города к Российской Федерации, а синего и зелёного — природные богатства Прикамья, его речные просторы, бескрайние леса. В основании центрального символа — торжественно-декоративная лента, несущая на себе щит с элементами герба губернского города Перми — идущим медведем и раскрытой над ним книгой. Использование старого герба символизирует преемственность поколений, уважение к историческому прошлому города. Пермяки издавна утверждали культ медведя. Это ярко выражено в древнем искусстве городов Прикамья. По геральдической символике медведь — это сила, добродушие, предусмотрительность, а книга, раскрытая над ним, отражает культурные традиции края. Вокруг центрального символа герба — золотое сияние, которое характеризует Пермь как центр высокоразвитой энергетической промышленности и машиностроения. Герб содержит в основном пермские мотивы и может принадлежать только городу Перми». (из книги Меликаева В. И. и Сержана В. В. «Каталог современных гербов городов, поселков и сел СССР» части 1-6, Минск, 1989—1991 гг.)
Авторы герба: М. В. Тарасова и Е. И. Нестеров.

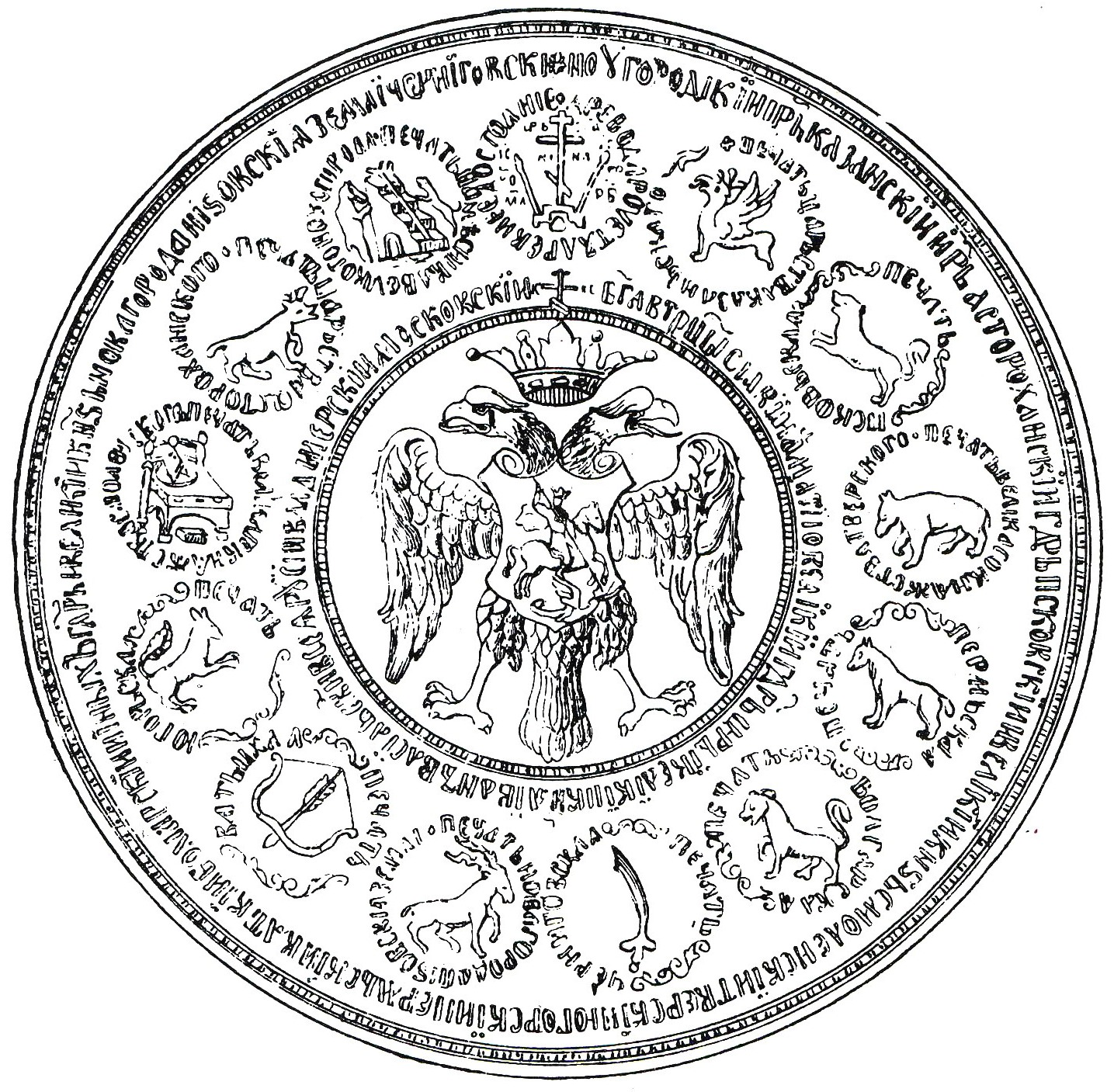
Большая печать царя Ивана IV с гербом Перми Великой (первоначально Волк с длинным хвостом), а Медведь рядом — герб Твери. После произошла путаница в перерисовке титулярников.

23 декабря 1993 года глава Администрации города В. Е. Филь постановлением № 1840 восстановил исторический герб Перми, а 9 июня 1998 года Решением № 113 Пермской городской Думы было принято «Положение о гербе города Перми».